# Entoloma reginae
Entoloma reginae är en svampart som beskrevs av Noordel. & Chrispijn 1996. Entoloma reginae ingår i släktet Entoloma och familjen Entolomataceae.   Inga underarter finns listade i Catalogue of Life.